# Spacewar!
O Spacewar! (Guerra Espacial) é um dos primeiros jogos eletrônicos de computador. Foi concebido por um grupo de estudantes do Massachusetts Institute of Technology (MIT), nos Estados Unidos, e testado pela primeira vez a 30 de julho de 1961.

## Jogabilidade
Tendo o grosso de seu programa feito por Steve "Slug" (Lesma) Russell, com o auxílio de seus colegas Dan Edwards, Alan Kotok, Peter Sampson, Wayne Wiitanen e Martin Graetz, eles se inspiraram nos livros do autor E. E. "Doc" Smith para criar seu jogo de tiro, uma batalha espacial.

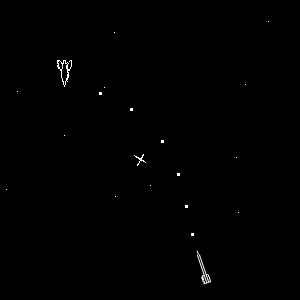
Applet Java de Space War.

O programa foi inteiramente desenvolvido no DEC PDP-1, um computador que ocupava uma mesa inteira. Nessa época não existiam computadores caseiros, e os criadores de Spacewar não pensavam em ganhar dinheiro com a invenção.

## História

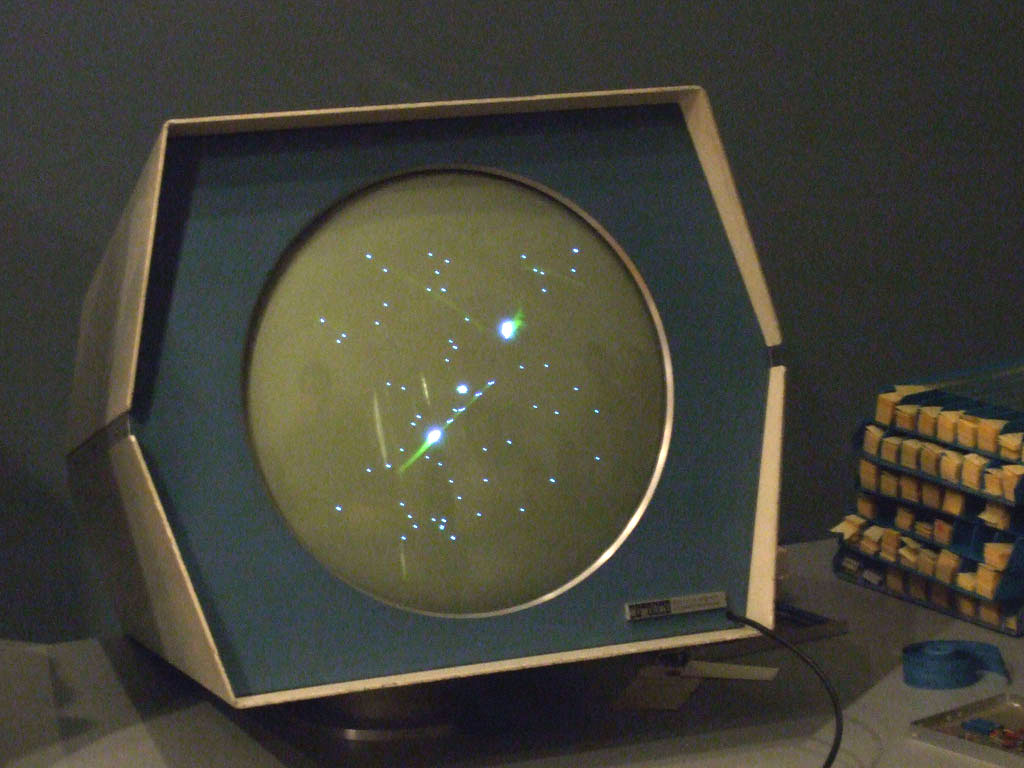
Screenshot de um computador PDP-1 rodando Spacewar

Tudo começou como um desafio para Russell: com o novo computador dotado de transistores ao invés de válvulas e uma tela (peças de luxo na época), o TX-0, conhecido como Tixo, eles decidiram fazer o que ninguém mais fez por eles: transpor a ficção científica da literatura para uma outra mídia. É verdade que o que eles queriam mesmo era um filme, mas isso é outra história. Infelizmente, eles não tinham acesso à enorme máquina.
O TX-0 acabou sendo abandonado pelo PDP-1, recém-adquirido pela faculdade. Ainda mais rápido que o TX-0 e igualmente programável, ele era o sonho dos garotos. E poderia ser ligado instantaneamente, ao contrário de seu predecessor, que precisava de uma manhã inteira para aquecimento interno. Eles queriam criar algum tipo de demonstração, e por isso criaram algumas regras que seu programa deveria seguir:
1. Deveria demonstrar as capacidades do computador, usando quase todo seu potencial;
2. Deveria ser interessante e interativo (diferente toda vez que rodado);
3. Deveria envolver o usuário de maneira atrativa e prazerosa - ou seja, deveria ser um jogo.

Os jovens então criaram duas naves, uma rotina para simular inércia e um campo estelar aleatório para ajudar a controlar o movimento. Eles queriam também adicionar um "botão de pânico para emergências", e assim nasceu a tecla Hiper-Espaço. O último toque seria a estrela no meio do campo de batalha, que gerava um campo gravitacional que poderia tanto atrapalhar ou ajudar, dependendo da astúcia do jogador.
Spacewar só estaria oficialmente finalizado em 1962, ocupando míseros 2KB… Russell jamais ganharia um dólar pelo jogo - mas isso não quer dizer que outros não lucrariam com ele.